# (543375) 2014 BX64
(543375) 2014 BX64 est un transneptunien  de magnitude absolue 5,77 faisant partie des cubewanos.
Son diamètre est estimé à 310 km, ce qui pourrait le qualifier comme candidat au statut de planète naine.